# Монголска чучулига
Монголска чучулига (Melanocorypha mongolica) е вид птица от семейство Чучулигови (Alaudidae).

## Разпространение
Видът е разпространен в Китай, Монголия и Русия.